# Esacloroplatinato d'ammonio
L'esacloroplatinato d'ammonio, noto anche come cloroplatinato d'ammonio, è il composto inorganico di formula (NH4)2[PtCl6]. È un solido giallo, ed è uno dei pochi sali di platino nello stato di ossidazione +4 ad essere solubile in acqua senza essere igroscopico.

## Struttura e sintesi
Il composto è un sale formato da cationi tetraedrici ammonio e anioni ottaedrici [PtCl6]2–. Si prepara aggiungendo una soluzione di un sale d'ammonio ad una soluzione di acido cloroplatinico. In presenza del sale di ammonio il composto (NH4)2[PtCl6] è molto insolubile e precipita; questa reazione viene sfruttata per isolare il platino dagli altri metalli del gruppo del platino contenuti in minerali o in fanghi anodici.
H2[PtCl6] + 2NH4Cl →  (NH4)2[PtCl6] ↓ + 2HCl

## Reattività e usi
Trattando (NH4)2[PtCl6] a 200 °C in corrente di idrogeno si ottiene spugna di platino. Quest'ultima per trattamento con cloro fornisce H2[PtCl6].
L'esacloroplatinato d'ammonio viene utilizzato nei processi di platinatura e come materiale di partenza per la sintesi di altri composti di platino.